# Lorraine American Cemetery and Memorial
De Lorraine American Cemetery and Memorial is een Amerikaanse militaire begraafplaats nabij Saint-Avold in het Franse departement Moselle, waar soldaten liggen begraven die gedurende de Tweede Wereldoorlog zijn omgekomen. De Lorraine American Cemetery and Memorial wordt beheerd door de American Battle Monuments Commission.

## De begraafplaats
De begraafplaats werd al in september 1944 aangelegd door geallieerden. Er liggen in totaal 10.489 militairen begraven. De meeste soldaten die hier begraven liggen zijn omgekomen tijdens de opmars naar de Siegfriedlinie. De grond van begraafplaats is een officieel stuk land van de Amerikaanse overheid.
Het uiterlijk van de begraafplaats is ontworpen door Allyn R. Jennings, afkomstig uit Pennsylvania, Verenigde Staten. De gedenktplaats, inclusief het gedenkteken, werd ontworpen door het in Washington D.C. liggende bedrijf Murphy & Locraft.
De totale oppervlakte van het Lorraine American Cemetery and Memorial bedraagt ruim 45 hectare. De begraafplaats is verdeeld in negen grote percelen voor de graven. De percelen zijn door middel van paden van elkaar gescheiden. Via deze paden kan men van en naar de gedenkplaats met het gedenkteken lopen. Alle graven hebben de vorm van een Latijns Kruis, ongeacht welke godsdienst iemand aanhing.